# 鉛山

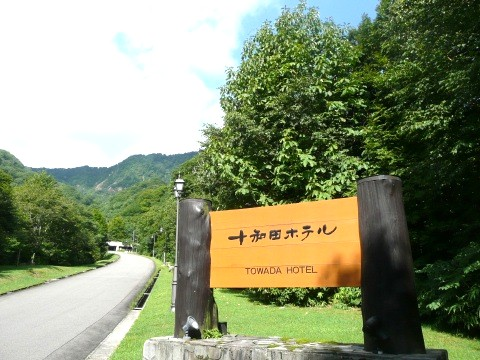
十和田ホテル口から見た鉛山

鉛山（なまりやま）は、秋田県鹿角郡小坂町にある山である。

## 概要
標高915m。十和田湖の西岸に位置し、同湖を取り囲む外輪山の一つである。
鉛山峠近くには「鉛山峠展望所」があり、十和田湖を眺めることができる。なお、鉛山に源を発して十和田湖へ注ぐ沢に「鉛沢」がある。

## 観光
東側山麓には十和田ホテル、また裾野は十和田湖に接しており、観光地として賑わっている。

## エピソード
この山のある十和田湖西岸一帯は、かつて銅鉱石（黒鉱）などが採掘されていた。
当時鹿角（現小坂町・鹿角市）の住民や坑夫たちは、十和田湖西岸の鉱山などへ行くときには、砂子沢川（米代川水系支流小坂川支流）を上り、鉛山峠を通って行ったものだという。

## 近くの山
- 白地山
- 現頭倉